# Pârâul Teiului
Pârâul Teiului este un curs de apă, afluent al râului Sălăuța. 